# LMX1B
LMX1B‏ (LIM homeobox transcription factor 1 beta) هوَ بروتين يُشَفر بواسطة جين LMX1B في الإنسان.